# O Filho
O Filho (em francês:  Le fils) é um filme de drama e mistério franco-belga de 2002 dirigido e escrito pelos irmãos Dardenne.
Foi selecionado como representante da Bélgica à edição do Oscar 2003, organizada pela Academia de Artes e Ciências Cinematográficas.

## Elenco
- Olivier Gourmet - Olivier
- Morgan Marinne - Francis Thorion
- Isabella Soupart - Magali
- Nassim Hassaïni - Omar
- Kevin Leroy - Raoul
- Félicien Pitsaer - Steve
- Rémy Renaud - Philippo
- Annette Closset
- Fabian Marnette
- Jimmy Deloof
- Anne Gerard